# Binnermühle
Die Einöde Binnermühle ist ein Ortsteil von Vohenstrauß im Landkreis Neustadt an der Waldnaab in der Oberpfalz.

## Geographische Lage
Binnermühle liegt auf dem Ostufer der Luhe. Auf dem gegenüberliegenden Westufer der Luhe befindet sich die Ortschaft Roggenstein. Binnermühle befindet sich ungefähr 5 km nordwestlich von Vohenstrauß.

## Geschichte
Auf der historischen Karte von 1864 ist die Binnermühle noch nicht eingezeichnet. In der Regensburger Matrikel von 1913 wird die Einzelsiedlung als Teil der Pfarrei Roggenstein genannt.
Die Gemeinde Roggenstein bestand 1938 aus den Ortschaften Roggenstein, Binnermühle, Hammer, Lämersdorf, Luhmühle, Oberschleif, Unterschleif und Zieglhütte. In der amtlichen Statistik taucht Binnermühle erstmals 1950 auf.
Am 1. Januar 1972 wurde die Gemeinde Roggenstein im Rahmen der Gemeindegebietsreform in die Gemeinde Vohenstrauß eingegliedert. Dadurch wurde Binnermühle Ortsteil von Vohenstrauß.

### Einwohnerentwicklung
| Jahr | Einwohner | Gebäude |
| ---- | --------- | ------- |
| 1913 | 2         | 1       |
| 1950 | 7         | 1       |
| 1961 | 10        | 1       |
| 1970 | 6         | k. A.   |
| 1987 | 7         | 2       |
| 2011 | 10        | k. A.   |